# Кичиница
Кичиница (мкд. Кичиница) је насељено место у Северној Македонији, у северозападном делу државе. Кичиница припада општини Маврово и Ростуша.

## Географски положај
Насеље Кичиница је смештено у северозападном делу Северне Македоније. Од најближег већег града, Гостивара, насеље је удаљено 35 km западно.
Село Кичиница се налази у горњем делу високопланинске области Река. Насеље је положено веома високо, на северним висовима планине Бистре. Северно од насеља тло се стрмо спушта у клисуру реке Радике. Надморска висина насеља је приближно 1.430 метара.
Клима у насељу је оштра планинска.

## Историја
До почетка 20. века Кичиница је било цела албанска, али је становништво било православне вероисповести. Тада је већина православних мештана била верници Српске православне цркве.

## Становништво
По попису становништва из 2002. године Кичиница је била без становника.
Већинска вероисповест у насељу била је православље.